# Сатурніно Мартінес
Сатурніно Мартінес (ісп. Saturnino Martínez Tirado, 30 листопада 1927 — 7 листопада 1960) — мексиканський футболіст, що грав на позиції захисника за клуб «Некакса», а також національну збірну Мексики.
Чемпіон Мексики.

## Клубна кар'єра
Почав свою професійну кар'єру в 1948 році в клубі «Реал Еспанья», який покинув у 1950 році після виходу цього клубу з мексиканської професійної ліги. Він перейшов до клубу «Леон», з яким виграв чемпіонат Мексики в 1952 році.
У сезоні 1953-54 грав за клуб «Некакса», а потім перейшов до складу команди «Атланте».

## Виступи за збірну
1952 року дебютував в офіційних матчах у складі національної збірної Мексики. Протягом кар'єри у національній команді провів у її формі 7 матчів.
У складі збірної був учасником чемпіонату світу 1954 року у Швейцарії, де зіграв з Францією (2-3).

## Титули і досягнення
- Чемпіон Мексики (1):

«Леон»: 1952
Помер 7 листопада 1960 року на 33-му році життя.